# Ґуннар Веннерстрем
Ґуннар Веннерстрем (швед. Gunnar Wennerström, 27 червня 1879 — 2 червня 1931) — шведський плавець і ватерполіст.
Бронзовий призер Олімпійських Ігор 1908 року.